# Boemondo VII d'Antiochia
Boemondo VII di Tripoli (1261 – 19 ottobre 1287) dal 1275 fino alla morte fu conte di Tripoli e principe titolare d'Antiochia (l'unica parte rimasta di quello che era stato il grande Principato di Antiochia era il porto di Laodicea); trascorse gran parte del suo regno in lotta contro i Templari (1277 – 1282).

## Biografia
Era figlio di Boemondo VI d'Antiochia e di Sibilla d'Armenia e fratello di Lucia di Tripoli: poiché alla morte del padre non aveva ancora l'età per regnare, Sibilla esercitò la reggenza, nonostante questa carica fosse pretesa anche dal re Ugo III di Cipro, più prossimo parente maschio del defunto Boemondo VI. Sibilla nominò balivo il vescovo di Tortosa, Bartolomeo.
Boemondo restò fino alla maggiore età sotto la protezione dello zio Leone III d'Armenia presso la corte in Cilicia. 
Tornò a Tripoli nel 1277 e subito strinse pace con Qalawun, il sultano mamelucco, riconobbe Ruggero di San Severino reggente di San Giovanni d'Acri per conto di Carlo I d'Angiò ed esentò dalle tasse portuali i veneziani, favorendoli rispetto ai genovesi e ai loro alleati.
Al suo ritorno si inimicò la potente famiglia degli Embriaci, signori di Gibelletto e governatori di Biblo attraverso Guido II. 
Tripoli era allora divisa tra due fazioni, quella "romana" capeggiata da Paolo di Segni, vescovo di Tripoli e quella "armena" guidata da Sibilla e Bartolomeo. 
Paolo si era fatto amico dapprima Guillaume de Beaujeu, nuovo Gran Maestro dell'Ordine templare ed in seguito si alleò con gli Embriaci, di norma avversi ai Templari, contro il Conte: questo portò ad una serie di guerre tra Boemondo e l'Ordine. 
Il Principe bruciò la loro sede a Tripoli ed i Cavalieri risposero razziando il castello comitale di Botron ed attaccando Nephin: quando Boemondo marciò su Biblo venne sconfitto e fu costretto a firmare una tregua.
Nel 1278 Guido II ed i Templari assalirono Tripoli, scontrandosi con Boemondo sotto le mura: questi fu sconfitto, ma la flotta dei Templari perse dodici navi a causa di una tempesta, mentre la flotta di Boemondo composta da quindici navi attaccava e danneggiava la templare Sidone. 
La tregua fu mediata da Nicolas de Lorgne, Gran Maestro degli Ospitalieri. L'ultima fase della guerra cominciò nel gennaio 1282, quando Guido ed i Templari tentarono di attaccare Tripoli di sorpresa.
Essi avevano progettato di radunarsi nella sede dei Templari, ma quando arrivarono non trovarono il locale precettore, lo spagnolo Reddecoeur. Temendo una cospirazione cercarono rifugio presso gli Ospitalieri che li consegnarono a Boemondo che in cambio risparmiò le loro vite. Il Conte non ebbe pietà con i suoi prigionieri, fece immediatamente giustiziare tutti i Templari mentre gli altri seguaci di Guido furono accecati. Guido stesso, insieme ad i suoi fratelli e cugini, furono gettati nel fossato del castello di Nephin e lasciati morire di fame.
Questo ultima azione alienò ulteriormente i genovesi ed i Montfort, ma questi ultimi furono battuti da Boemondo nel prendere il controllo di Biblo.
Nel 1287 Laodicea fu conquistata da Qalawun, che dichiarò che essa, in quanto parte di Antiochia, non ricadeva nell'ambito di applicazione del loro trattato. Boemondo morì poco dopo, senza lasciare figli da sua moglie Margherita di Brienne-Beaumont. Tripoli precipitò in una crisi di successione fino a quando sua sorella Lucia arrivò dall'Europa per prendere il controllo della contea.

## Ascendenza
|                         |                        |                             | Genitori                 |  |  | Nonni |  |  | Bisnonni                |  |  | Trisnonni                |  |
|                         |                        |                             |                          |  |  |       |  |  | Boemondo IV d'Antiochia |  |  | Boemondo III d'Antiochia |  |
|                         |                        |                             |                          |  |  |       |  |  | Boemondo IV d'Antiochia |  |  | Boemondo III d'Antiochia |  |
|                         |                        | Orgueilleuse di Harenc      |                          |  |  |       |  |  | Boemondo IV d'Antiochia |  |  |                          |  |
| Boemondo V d'Antiochia  |                        |                             |                          |  |  |       |  |  | Boemondo IV d'Antiochia |  |  |                          |  |
|                         |                        | Plaisance di Gibelletto     | Ugo III Embriaco         |  |  |       |  |  |                         |  |  |                          |  |
|                         |                        | Plaisance di Gibelletto     | Ugo III Embriaco         |  |  |       |  |  |                         |  |  |                          |  |
|                         |                        | Plaisance di Gibelletto     | Stefania di Milly        |  |  |       |  |  |                         |  |  |                          |  |
| Boemondo VI d'Antiochia |                        | Plaisance di Gibelletto     |                          |  |  |       |  |  |                         |  |  |                          |  |
|                         |                        | Paolo dei Conti di Segni    | Riccardo Conti di Sora   |  |  |       |  |  |                         |  |  |                          |  |
|                         |                        | Paolo dei Conti di Segni    | Riccardo Conti di Sora   |  |  |       |  |  |                         |  |  |                          |  |
|                         |                        | Paolo dei Conti di Segni    | …                        |  |  |       |  |  |                         |  |  |                          |  |
| Luciana di Segni        |                        | Paolo dei Conti di Segni    |                          |  |  |       |  |  |                         |  |  |                          |  |
|                         |                        | Filippa Galardo             | …                        |  |  |       |  |  |                         |  |  |                          |  |
|                         |                        | Filippa Galardo             | …                        |  |  |       |  |  |                         |  |  |                          |  |
|                         |                        | Filippa Galardo             | …                        |  |  |       |  |  |                         |  |  |                          |  |
| Boemondo VII di Tripoli |                        | Filippa Galardo             |                          |  |  |       |  |  |                         |  |  |                          |  |
|                         | Costantino di Barbaron | Vassag di Barbaron          |                          |  |  |       |  |  |                         |  |  |                          |  |
|                         | Costantino di Barbaron | Vassag di Barbaron          |                          |  |  |       |  |  |                         |  |  |                          |  |
|                         | Costantino di Barbaron | …                           |                          |  |  |       |  |  |                         |  |  |                          |  |
| Aitone I d'Armenia      | Costantino di Barbaron |                             |                          |  |  |       |  |  |                         |  |  |                          |  |
|                         |                        | Alice Pahlavouni di Lampron | Aitone III di Lampron    |  |  |       |  |  |                         |  |  |                          |  |
|                         |                        | Alice Pahlavouni di Lampron | Aitone III di Lampron    |  |  |       |  |  |                         |  |  |                          |  |
|                         |                        | Alice Pahlavouni di Lampron | Rita                     |  |  |       |  |  |                         |  |  |                          |  |
| Sibilla d'Armenia       |                        | Alice Pahlavouni di Lampron |                          |  |  |       |  |  |                         |  |  |                          |  |
|                         |                        | Leone II d'Armenia          | Stefano d'Armenia        |  |  |       |  |  |                         |  |  |                          |  |
|                         |                        | Leone II d'Armenia          | Stefano d'Armenia        |  |  |       |  |  |                         |  |  |                          |  |
|                         |                        | Leone II d'Armenia          | Rita di Barbaron         |  |  |       |  |  |                         |  |  |                          |  |
| Isabella d'Armenia      |                        | Leone II d'Armenia          |                          |  |  |       |  |  |                         |  |  |                          |  |
|                         |                        | Sibilla di Lusignano        | Amalrico II di Lusignano |  |  |       |  |  |                         |  |  |                          |  |
|                         |                        | Sibilla di Lusignano        | Amalrico II di Lusignano |  |  |       |  |  |                         |  |  |                          |  |
|                         |                        | Sibilla di Lusignano        | Sibilla di Gerusalemme   |  |  |       |  |  |                         |  |  |                          |  |
|                         |                        | Sibilla di Lusignano        |                          |  |  |       |  |  |                         |  |  |                          |  |